# 버네사 브랜치
버네사 브랜치(Vanessa Branch, 1973년 3월 21일 ~ )는 미국의 배우이다.

## 출연 작품
- 로드 하드 (2015)
- 캣 런 2 (2014)
- 500 마일즈 노스 (2013)
- 식스 먼스 룰 (2011)
- 51구역 (2011)
- 단테스 인페르노 (2010)
- 포스트 그래드 (2009)
- 올 로드 리드 홈 (2008)
- 콜드 플레이 (2008)
- 와일드 차일드 (2008)
- 어사일럼 (2007)
- 내 남자는 바람둥이 (2007)
- 캐리비안의 해적 - 세상의 끝에서 (2007)
- 캐리비안의 해적 - 망자의 함 (2006)
- 인 에너미 핸드 (2004)
- 이브 (2003)
- 존 큐 (2002)
- 길모어 걸스 (2000)
- 더 셀 (2000)